# Страгора
Страгора — невеликий гірський масив в Надвірнянському районі Івано-Франківської області, майже відсторонений від околишніх хребтів. Біля підніжжя розташоване село Лоєва.

Двовершинну гору, що найдальше із Карпатської сторони виступає на північ, напевно назвали так у честь бога вітрів Страбога (Стрибога) і отримала назву Страгора. На підтвердження цієї теорії свідчить домінування тут західних і північно-західних вітрів, що дмуть з рівнин на схили Страгори, де завихрюються і приносять шкоду людям та рослинному світу. Не дивно, що насадження буків на північному схилі Страгори, які мали спотворений вигляд, називали Гачугами, а тепер Кривулі. Вершина Страгори і донині носить назву Баба. Цілком справедливе припущення, що в дохристиянські часи, саме на вершині Страгори, знаходився один із центрів дохристиянської культури. На східному схилі Страгори розташовані вершини, які й по сьогодні називають Страгірчиками. Тут же розташоване урочище на межі з Делятином — Дівеч. Нижче широковідома криниця — Богова, колись могла бути і Даждибоговою, а урочище — Боговець. На невеликій за площею території навколо Страгори є велика кількість топо- та гідронімів, що однозначно походять від імені поганських богів (Стрибога, Діва, Мари, Хорса, Коструба), і пізніше трансформувались у назви гір Страгора, Марин-Кут, урочище Дівич тощо. Це неможливо вважати випадковим збігом обставин. Очевидно, що будучи розташованим на важливому торговому шляху з Поділля через Карпати Лоєва було своєрідним в часи Київської Русі дохристиянського періоду культовим центром, свого роду слов'янським пантеоном. Скоріше всього це — одне із трьох святих місць, про які згадує арабський вчений і географ Аль-Масуді: 
|  | Слов'яни мають три святині: два біля моря, а одне в горах. |

Саме лоєвський культовий центр, зважаючи на вищесказані аргументи, найбільше підпадає під це визначення. Більше того, Аль-Масуді твердить, що навкруги цієї святині знаходились різні за кольором та смаком, корисні для людей води, та що біля ніг бога (ідола) розташовувались зображення воронів та мурашок.
На підтвердження цієї гіпотези і тепер навкруги Страгори багато таких гідронімів як Красна, Черлене болото, Чорний потік тощо. Поблизу Страгори багато також джерел солоної води. І нарешті є словесний залишок тих воронів, що знаходились біля ніг бога в святині: назва річки Ворони, витікає з-під Страгори та Велесниця.

## Сучасність
У 2021 році на горі був облаштований оглядовий майданчик, із якого видно Надвірну та багато сіл басейну Дністра (північні простори) та Дунаю (південні).

## Світлини

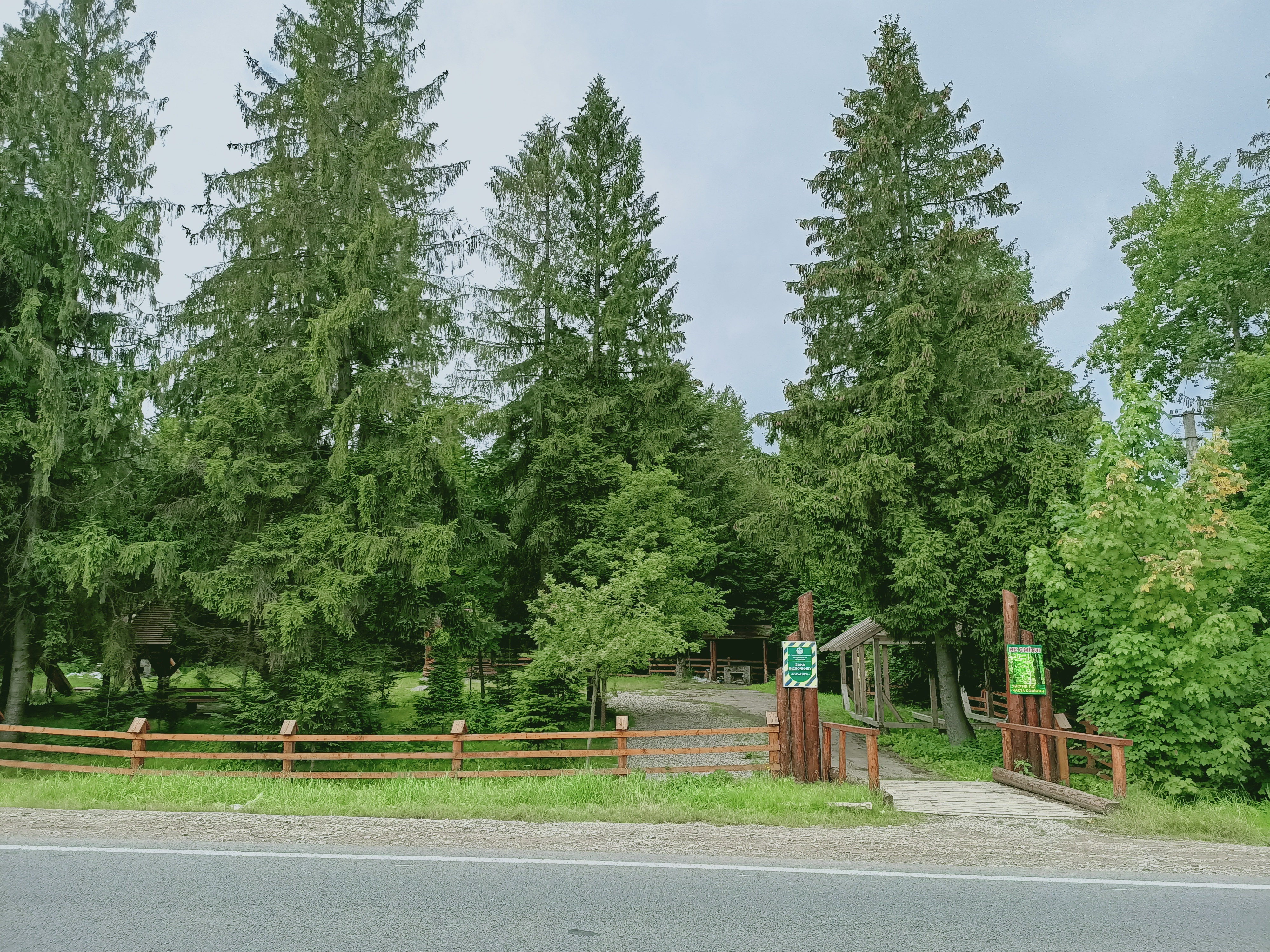
Страгора
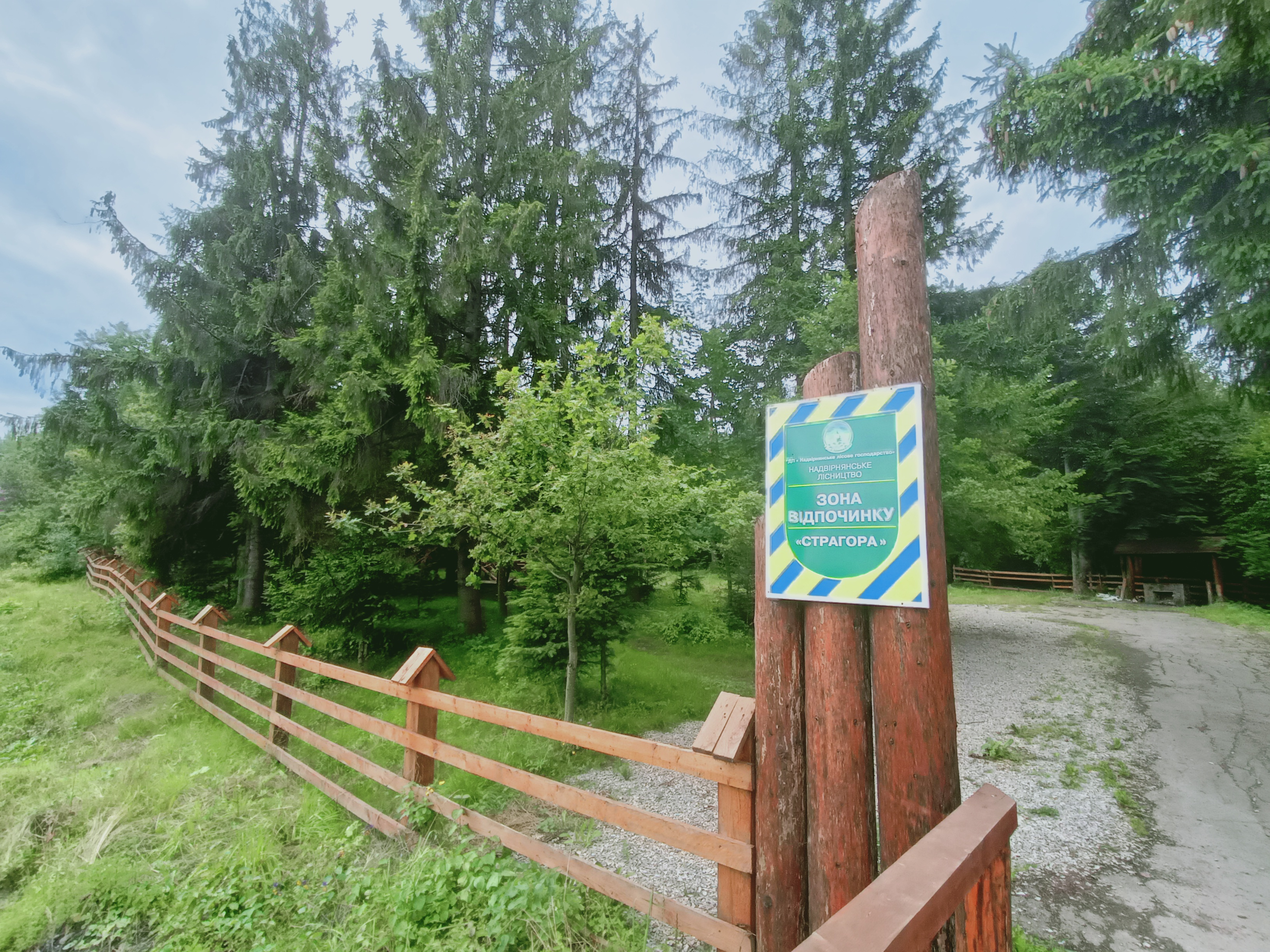
Страгора (заказник)
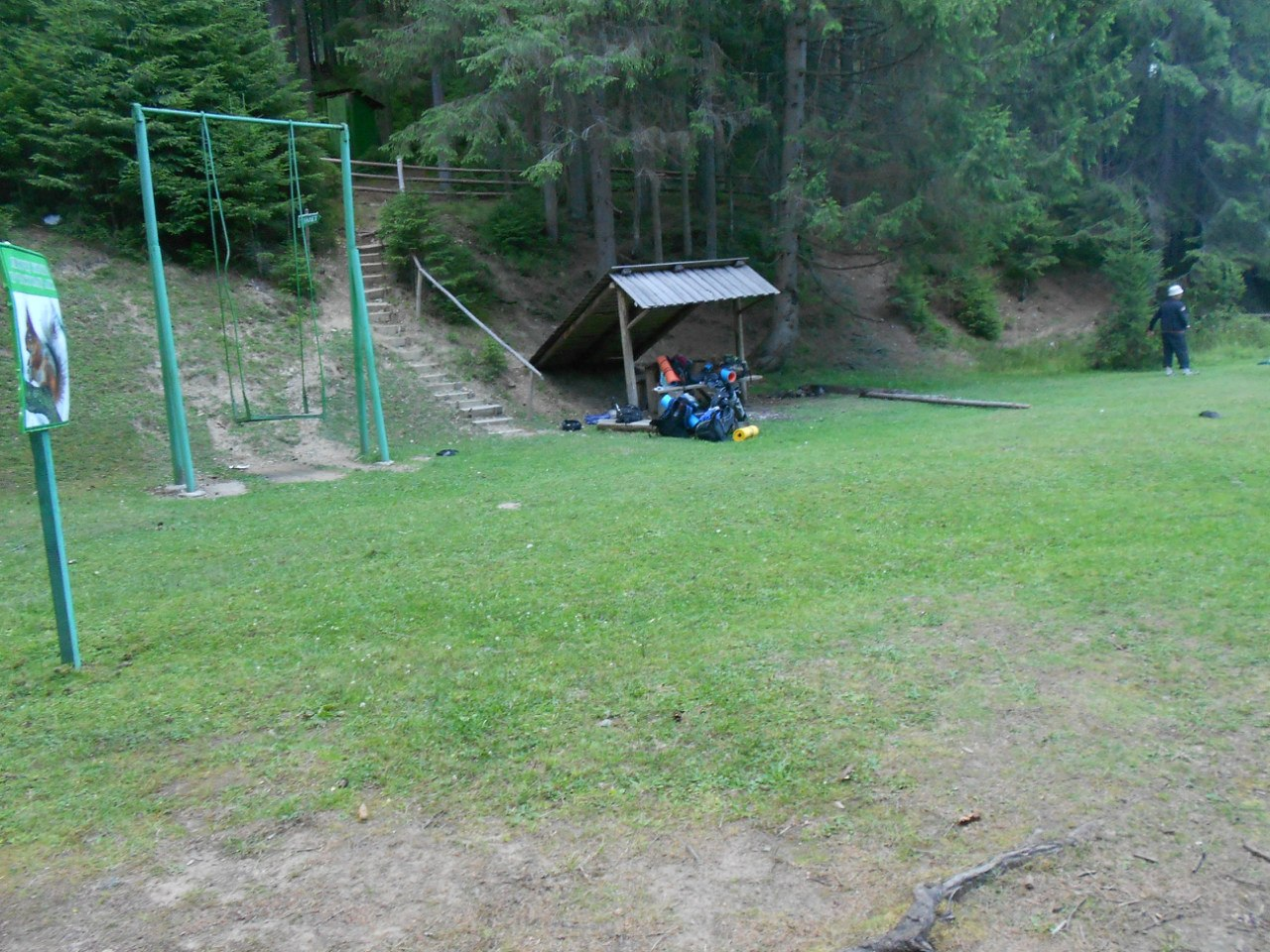
Страгора (заказник)